# Kiskovácsvágása
Kiskovácsvágása (szlovákul: Kováčová) község Szlovákiában, a Kassai kerület Rozsnyói járásában.

## Fekvése
Rozsnyótól 15 km-re keletre, a Csermosnya-patak partján fekszik. A falu fölött magasodik a Som-hegy, a hozzá fűződő monda szerint a krasznahorkai várat ezen a hegyen kezdték építeni.

## Története
1254-ben „Kouachy" alakban említik először, a krasznahorkai váruradalomhoz tartozott. 1364-ben „Kowachwagasa" néven említik. 1346-ban a Bebek család birtoka. A 15. század végén vlach pásztorok telepedtek le a környékén. A 16. és 17. században puszta volt és csak 1720 után telepítették be újra. 1828-ban 115 házában 924 lakos élt. A 19. században lakói mezőgazdasággal, bányászattal foglalkoztak, később a környék vállalatainál dolgoztak.
A 18. század végén Vályi András így ír róla: „Kovácsi. Magyar falu Torna várm. földes Ura G. Andrásy Uraság, lakosai katolikusok, és másfélék, fekszik Barkához közel, és annak filiája, földgye nehezen miveltetik, és sovány is, tájéka köves."
Fényes Elek geográfiai szótórában: „Kovácsvágás, Abauj-Torna v. magyar falu, Kovácsinak is hivatik. Dernőhez keletre 1/2 órányira: 352 kath., 638 ref. lak. Határa nagyobb részt hegyes, köves és sovány; a Somhegyében vasbányákat mivel; tágas erdejében szenet éget. F. u. gr. Andrásy. Ut. p. Rosnyó." Archiválva 2007. szeptember 27-i dátummal a Wayback Machine-ben
Borovszky monográfiasorozatának Gömör-Kishont vármegyét tárgyaló része szerint: „Kovácsvágás, a Csermosnya patak mellett fekvő magyar kisközség, 53 házzal és 296 róm. kath. vallású lakossal. Krasznahorka vár tartozéka volt és mint ilyen, a Bebekek többi birtokaival együtt, az Andrássyak uradalmába jutott. Azelőtt Torna vármegyéhez tartozott. Katholikus temploma 1858-ban épült. E község határában feküdt Kornalippa község, mely a tatárjárás alatt pusztult el. Mint puszta 1659-ben még szerepel az Andrássy család birtokai között; hajdani templomának helye még ma is látható. A község postája Dernő, távírója Krasznahorkaváralja és vasúti állomása Rozsnyó."
1920-ig Gömör-Kishont vármegye Rozsnyói járásához tartozott. A templom mellett lévő iskolát 1930-ban építették. 1938 és 1945 között újra Magyarország része.
1980-ban közigazgatásilag Lucskához csatolták.

## Népessége
| Év:            | 1994. | 2004.    | 2014.    | 2024.   |
| -------------- | ----- | -------- | -------- | ------- |
| Emberek száma: | 116   | 94       | 62       | 60      |
| Eltérés:       |       | -18,96 % | -34,04 % | -3,22 % |

| Év:            | 2023. | 2024.   |
| -------------- | ----- | ------- |
| Emberek száma: | 58    | 60      |
| Eltérés:       |       | +3,44 % |

1910-ben 271-en, túlnyomórészt magyarok lakták.
2001-ben 95 lakosából 85 magyar és 8 szlovák.
2011-ben 76 lakosából 59 magyar és 16 szlovák.

## Nevezetességei
Római katolikus temploma 1866-ban épült neogótikus stílusban.

## Gazdasága
Mezőgazdasági területe mintegy 300 hektár, ennek egyharmada szántó, a többi rét és legelő (1986-os adat).